# Турникет

Турникет усиленного типа в Парижском метрополитене, 2017

Турнике́т (фр. tourniquet, от фр. tourner — вертеться, вращаться) — вращающееся, раздвижное или распашное средство контроля, устанавливаемое на входе и предназначенное для пропуска людей по одному; несколько соединённых дверей, вращающихся вокруг общей оси и установленных в тамбуре (вращающаяся дверь). Исторически турникеты предназначались для блокирования прохода крупных животных, блокирования проезда экипажей.

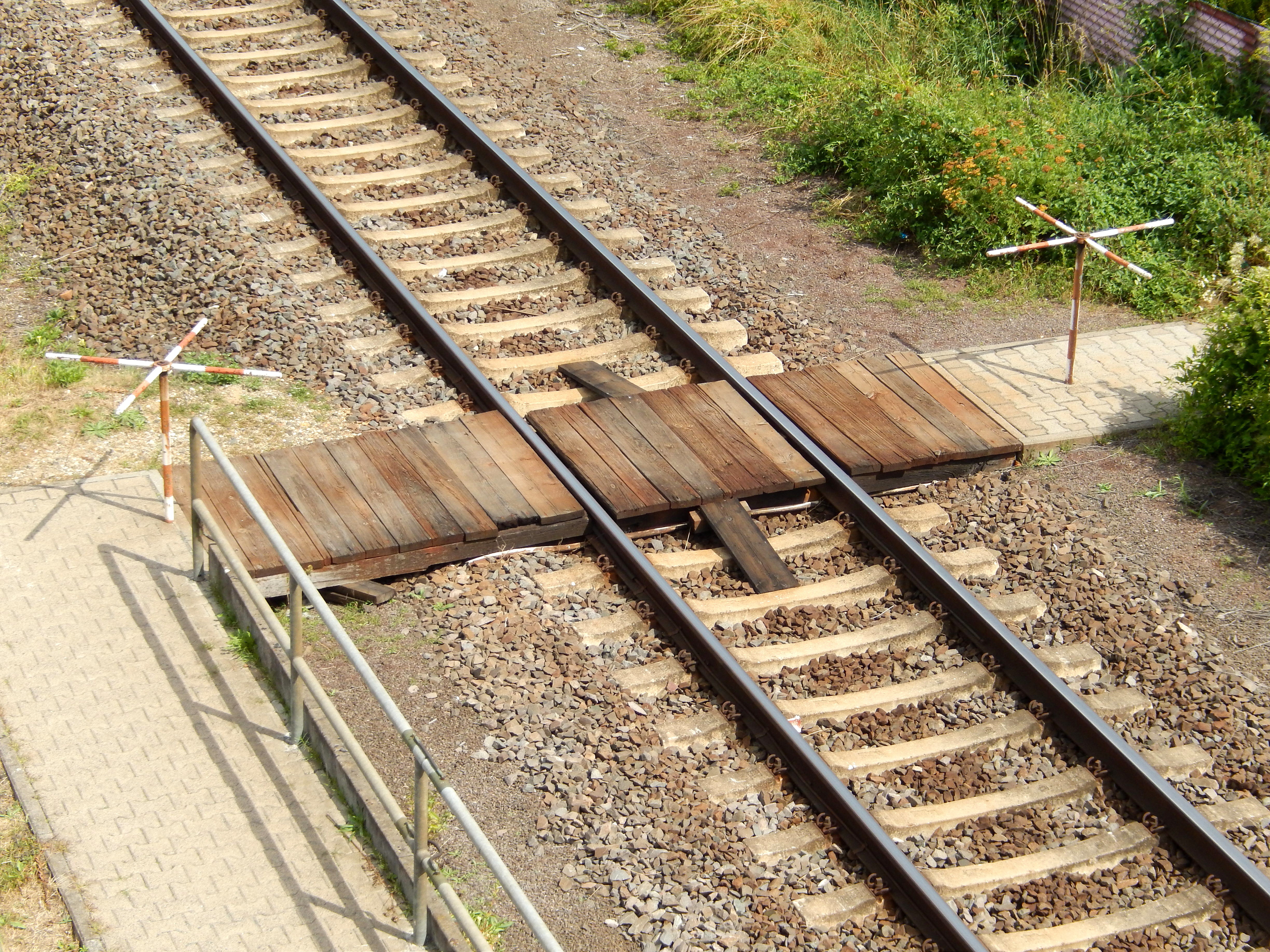
Неуправляемый турникет на пешеходном переходе через железную дорогу, Германия

## История

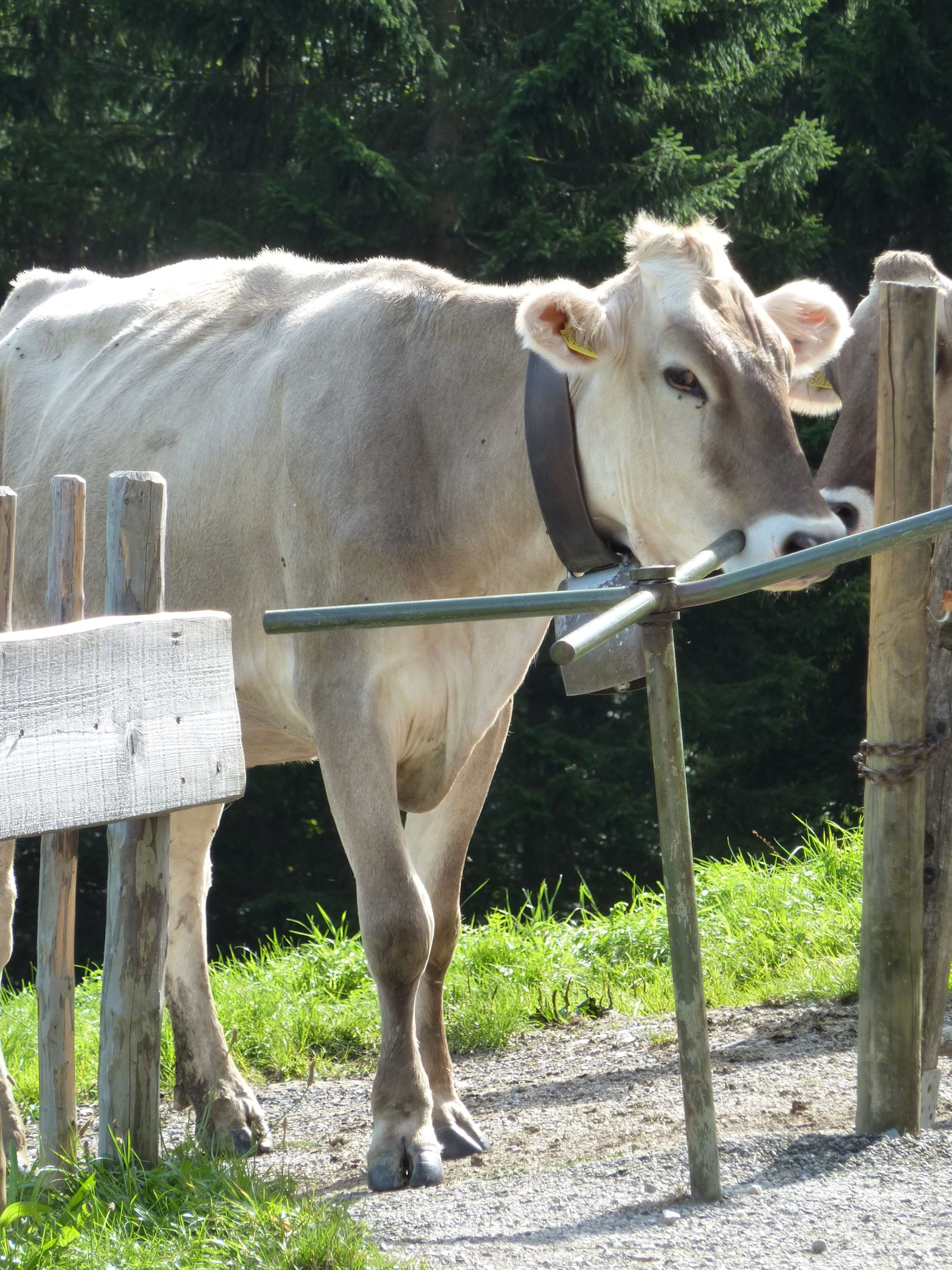
Неуправляемый турникет, который блокирует проход животных

Управляемый турникет (горизонтальная подвижная крестовина, насажанная на вертикальный стержень, часто со счётчиком) изобрёл В. Однер и появились они до 1909 года на пристанях для прохода на пароход, на платформу и прочее.
Турникет упоминается популярным в начале XX века поэтом-сатириком Валентином Горянским в стихотворении «Серенада» (1914):
Мы пойдём по набережной канала,

Радуясь воле минутной…

На пристани народу мало,

Шумит пароход уютный,

Шустрый мальчик у турникета -

Ленты на шляпе, как пара змеек.

Звучит голос, точно серебряная монета:

«К Летнему саду пять копеек!»
Впервые в США управляемые турникеты появились в магазине самообслуживания Кларенса Сондерса Piggly Wiggly, открытом в 1916 году в Мемфисе (США).
Первые в России турникеты на железнодорожном транспорте появились 1 сентября 1999 года на Киевском вокзале в Москве.
В 1957 году в СССР был объявлен всесоюзный конкурс на лучшую конструкцию турникета для Московского метрополитена. На конкурс был представлен 31 проект.
В общественном транспорте СССР турникеты впервые появились осенью 1958 года, когда в Московском метрополитене началось внедрение автоматических контрольных пунктов (АКП).
С начала 2000-х годов турникетами также начали оборудовать входы на пассажирские железнодорожные платформы в Москве, Московской области, Санкт-Петербурге и Ленинградской области, а также общественный городской транспорт в Москве.

## Заграждающее устройство

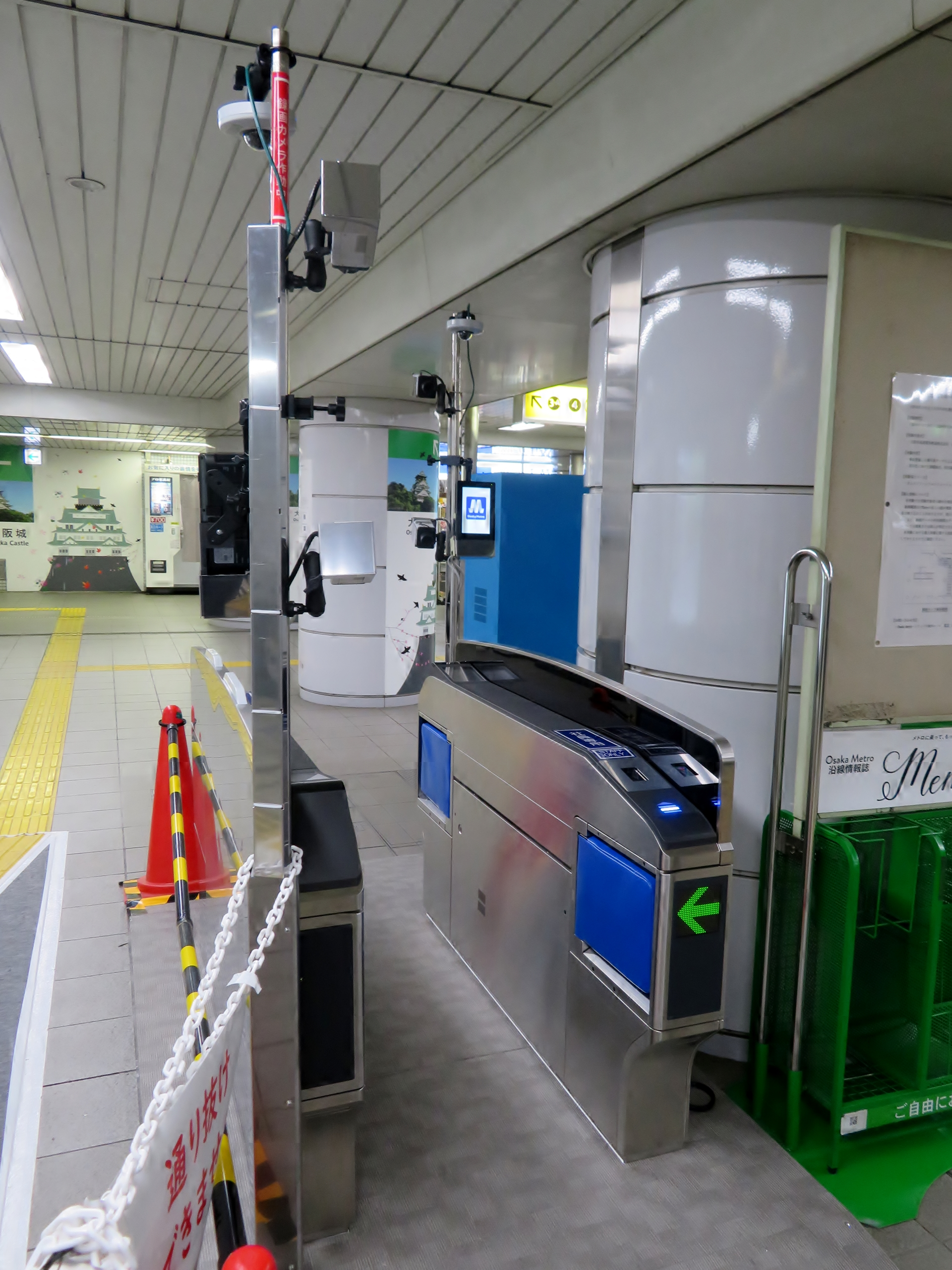
автоматический турникет с системой распознавания лиц, Осакский метрополитен

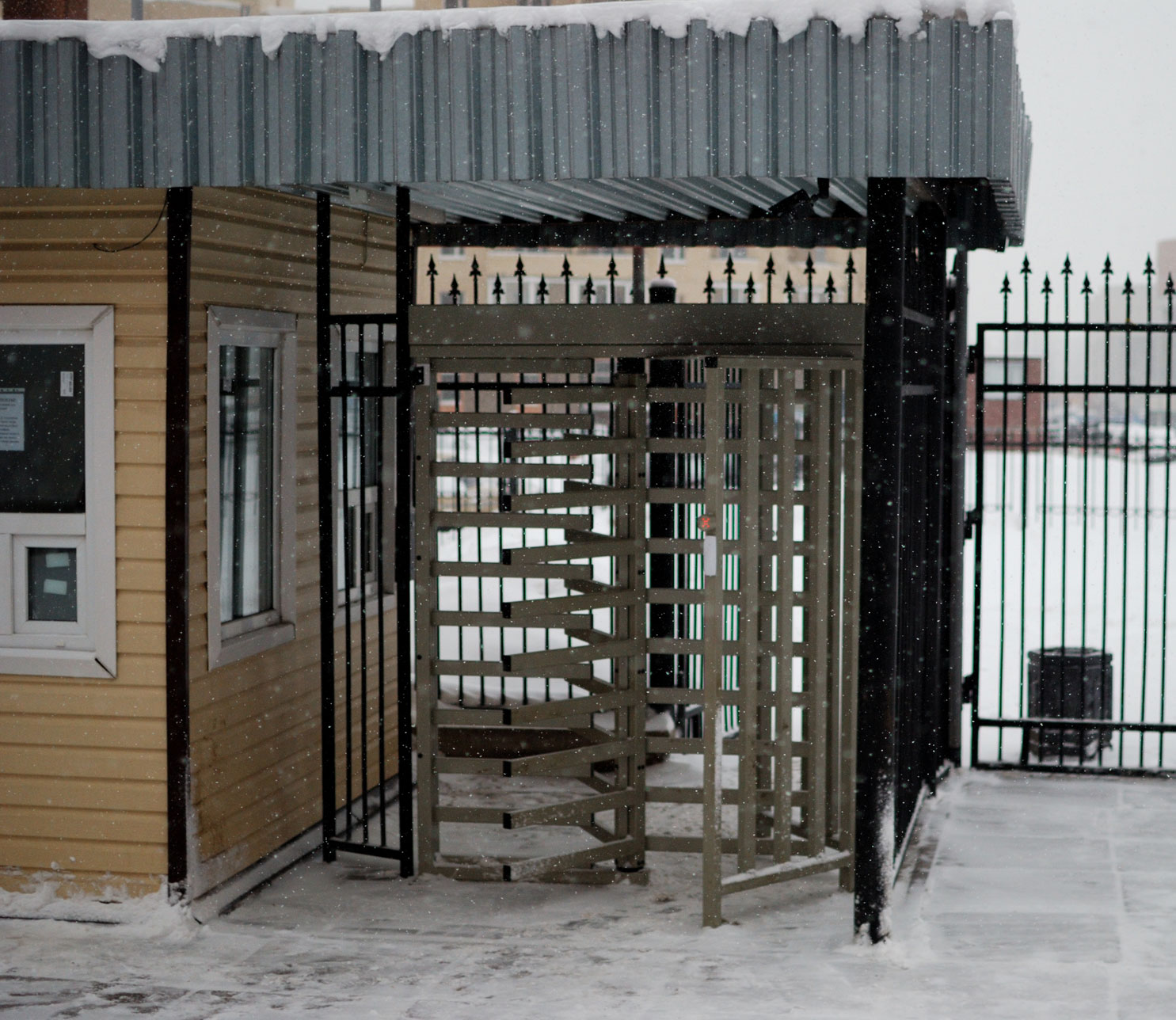
Полноростовой турникет при входе на территорию Межвузовского студенческого городка, Санкт-Петербург

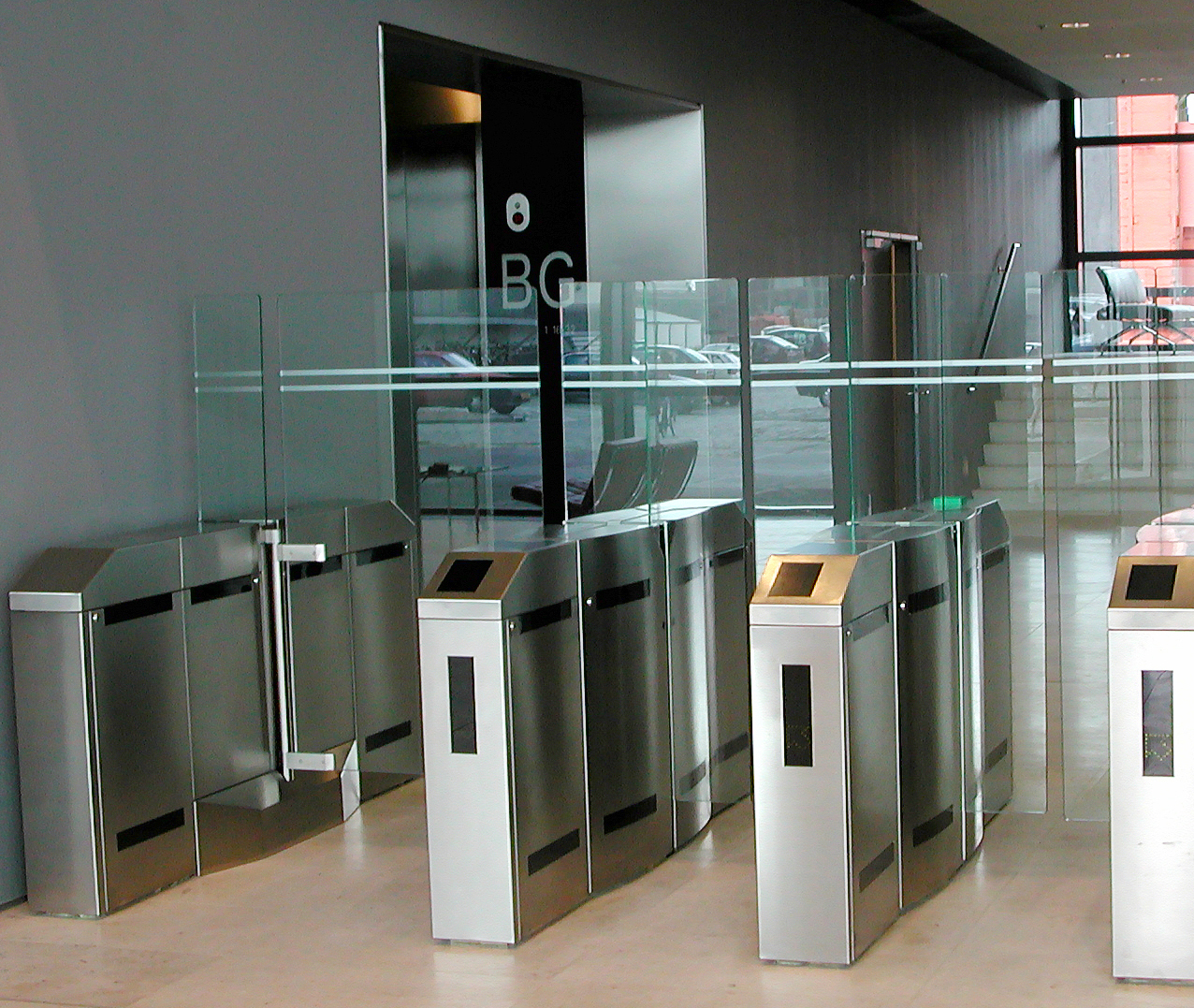
Створчатые турникеты

Турникет как заграждающее устройство может применяться для предотвращения перемещения людей или имущества в помещения, здания или на территорию.
Основные типы турникетов:
- Триподы (обычные и тумбовые)
- Роторные (полуростовые и полноростовые)
- Створчатые (сенсорные барьеры)
- Электронные проходные (IP-турникеты)

Иногда турникеты образуют шлюз. Шлюз позволяет блокировать нарушителя до выяснения обстоятельств. Шлюзовые турникеты должны оборудоваться средствами механического разблокирования шлюза в аварийных ситуациях.
По принципу функционирования турникеты можно разделить на три группы. Первые постоянно находятся в открытом состоянии, но закрываются при попытке несанкционированного или неоплаченного прохода. Вторые, наоборот, блокируют проход и открываются после оплаты или авторизации для прохода одного человека. Неуправляемые турникеты (исторически появились первыми) предназначены для блокировки прохода животных и не ограничивают проход людей.

### Триподы
Трипод представляет собой наиболее простую конструкцию турникета. Преградой являются планки, установленные на барабане под таким углом к оси его вращения, что в исходном положении одна из планок параллельна поверхности земли и преграждает проход, в то время как две другие планки находятся в нижнем положении за пределами прохода. Человек, проходя через турникет, толкает планку, в результате чего барабан поворачивается и планка оказывается за пределами прохода, в то время как её место занимает другая, преграждая проход следующему человеку. Преимущества триподов:
- Простота конструкции.
- Малые габариты.
- В конструкции таких турникетов обычно предусмотрена функция «антипаника» — возможность снятия или опускания планок для беспрепятственного пропуска людей в экстренной ситуации.

Недостатком триподов является простота обхода турникета: барьер представляет собой лишь планку, под которой несложно пролезть, или даже перешагнуть её. Таким образом, триподы можно устанавливать только в тех случаях, когда есть возможность оперативно задержать нарушителя.
Триподные турникеты широко распространены во многих пропускных пунктах.

### Роторные турникеты
В роторных турникетах путь преграждают ряды горизонтальных планок, установленных на вертикальной оси. Такие турникеты более надёжно перекрывают проход. Существуют полноростовые модификации роторных турникетов, которые человеку принципиально невозможно обойти. Однако такие турникеты имеют большие габариты, они сужают проход в 2 раза. В условиях ограниченного пространства применяются сдвоенные роторные полноростовые турникеты. Кроме того, нет возможности полностью открыть роторный турникет в случае экстренной ситуации. Для обеспечения эвакуационного выхода роторные полноростовые турникеты дополняются калитками.

### Створчатые
Створчатые турникеты обычно оснащаются датчиками (чаще всего, оптическими), сообщающими исполнительному механизму о подходе человека к турникету и о проходе через него. Если для турникетов других типов такие датчики обычно устанавливаются как дублирующие — для сигнализации о попытках несанкционированного прохода, то в створчатых турникетах они необходимы для предотвращения прохода нескольких человек при открытии турникета для одного. Существуют разновидности, в которых створки закрываются только при попытке несанкционированного прохода, так и такие, в которых створки постоянно закрыты и открываются только если поступило разрешение на проход. Створки такого турникета могут быть как распашными, так и сдвижными.